# Christliche Ehelosigkeit
|  | Dieser Artikel wurde aufgrund von akuten inhaltlichen oder formalen Mängeln auf der Qualitätssicherungsseite des Portals Christentum eingetragen. Bitte hilf mit, die Mängel dieses Artikels zu beseitigen, und beteilige dich bitte an der Diskussion. |

Der Stand der Ehelosigkeit oder Jungfräulichkeit „um des Himmelreiches willen“ ist im Christentum die Nachahmung der Lebensweise Jesu Christi im bewusst gelebten, freiwilligen und dauernden Verzicht auf Ehe und Partnerschaft, um in besonderer Weise frei zu sein für den Dienst Gottes und der Kirche (vgl. 1 Kor 7,32–35 , Mt 19,12 ).
Ordensleute, Mitglieder von Säkularinstituten und Eremiten verpflichten sich in einem öffentlichen Gelübde zu einem Leben nach den evangelischen Räten in der Nachfolge Christi. Geweihte Jungfrauen geloben ebenfalls öffentlich ein Leben im Stande der Jungfräulichkeit oder vollkommener Keuschheit in die Hände des Diözesanbischofs. Dabei schließt dieses Gelübde die Beachtung der beiden anderen evangelischen Räte implizit ein. Eine besondere Form des Versprechens der Ehelosigkeit stellt der Zölibat der Kleriker dar.
Auch das private Gelübde der ehelosen Keuschheit ist möglich, von dem – im Unterschied zu den genannten Ständen der Kirche – ein Priester dispensieren kann.

## Zeichenhaftigkeit
Die Ehelosigkeit ist kein Gebot, sondern eine Gnadengabe Gottes, ein Charisma (χάρισμα) (1 Kor 7,25 ).

„Jesus sagte zu ihnen: Nicht alle können dieses Wort erfassen, sondern nur die, denen es gegeben ist. Denn es ist so: Manche sind von Geburt an zur Ehe unfähig, manche sind von den Menschen dazu gemacht und manche haben sich selbst dazu gemacht – um des Himmelreiches willen. Wer das erfassen kann, der erfasse es.“

Der Apostel Paulus gibt dem ehelosen Leben in gewisser Weise den Vorzug, weil es seiner Auffassung nach eine völlige Hingabe an „die Sache des Herrn“ darstellt. Der verheiratete Mensch ist geteilt; die Sorge derjenigen, die ehelos leben, gilt der Sache des Herrn, sie haben sich Christus ganz geweiht:

„Ich wünschte, alle Menschen wären unverheiratet wie ich.“

Wer die heilige Bindung der Keuschheit um des Himmelreiches willen lebt, legt dadurch Zeugnis ab für die im Glauben erwartete zukünftige Welt.
Das Wort Jesu Christi von der Ehelosigkeit um des Himmelreiches willen verleiht der Ehelosigkeit die eschatologische Dimension. Die um des Himmelreiches willen ehelos Lebenden gleichen den klugen Jungfrauen, indem sie den Bräutigam und das Himmelreich beständig erwarten. Ihr Leben steht auch zeichenhaft für eine Vorwegnahme des Zustandes der Auferstehung. In rückhaltloser Bereitschaft „folgen sie dem Lamme, wohin immer es geht“ (Offb 14,4 ).